# Iseo de Atenas
Iseo de Atenas (en griego antiguo Ἰσαῖος, Isaĩos, ca. 420 a. C. - 340 a. C.) fue uno de los diez oradores áticos. Se especializó en escribir discursos para ser leídos frente a los tribunales. 
En la antigüedad había 64 discursos con su nombre, pero solo unos 50 eran reconocidos como auténticos según Plutarco, y solo se conservan once, aunque se conocen otros fragmentos y los títulos de 56 que se le han atribuido. Los once que se conservan tratan de disputas por herencias, tema que parece que Iseo conocía muy bien. También escribió un libro sobre retórica titulado ἰδίαι τέχναι que se ha perdido, y que citan Plutarco y Dionisio de Halicarnaso. Unos pocos de estos se han conservado hasta nuestros días. Usaba el estilo simple de Lisias, utilizándolo como medio de argumentación en complejas cuestiones de orden jurídico.
En tiempos de Dionisio de Halicarnaso ya no se conocía ningún detalle de la vida de Lisias, dado que Hermipo, que había escrito un listado de los discípulos de Isócrates, no lo menciona.